# Чисті метали (підприємство)
Завод чистих металів — є базовим підприємством з виробництва напівпровідникових матеріалів.

## Історія
Світловодський державний завод чистих металів створено 1962 року як базове підприємство колишнього СРСР із виробництва напівпровідникових матеріалів. Саме тут виготовлялося нестандартне обладнання для всієї галузі напівпровідникової промисловості СРСР.
Почавши з виробництва монокристалічного германію та монокристалів арсеніду галію, завод опанував випуск миш'яку напівпровідникової чистоти, монокристалічного кремнію і епітаксійних кремнієвих структур. З 1980 року ЗЧМ було головним роботодавцем Світловодська, на ньому працювало понад 4 тисячі фахівців. Серед них були кандидати наук, доктори наук, новатори.
На його базі проводилися Всесоюзні конференції за участю багатьох провідних спеціалістів країни, втілювалися в життя сотні власних винаходів та тисячі рацпропозицій. У 1980-1990-ті роки тут працювало понад 5 тисяч фахівців – робітників і службовців, серед них — 30 кандидатів наук і 6 докторів наук, більше 400 новаторів, об’єднаних у 80 творчих бригад, винахідників і раціоналізаторів.
1994 року завод перетворено на ВАТ «Чисті метали» — підприємство з колективною формою власності.
Цілісний майновий комплекс розташований на земельній ділянці загальною площею 6,2226 га.

## Продукція
Виготовлення у великих розмірах зливків та пластин кремнію та арсеніду галію, які застосовуються для виготовлення сонячних елементів та батарей, електронних та електронно-оптичних приладів.

## Керівництво
- Тузовський Анатолій Михайлович